# Giovanni Andrea Caligari
Giovanni Andrea Caligari (Brisighella, 14 ottobre 1527 – Bertinoro, 19 gennaio 1613) è stato un vescovo cattolico e diplomatico italiano, a servizio della Santa Sede.

## Biografia
Figlio di Giuliano e da Comelia Gualamini, si trasferì a Bologna, dove conseguì la laurea in diritto nel 1554.
Nel 1561 venne ordinato sacerdote e ricoprì l'incarico di vicario della diocesi di Piacenza fino al 1564. 
Dal 1570 al 1574 fu parroco della chiesa di San Giovanni di Brisighella, successivamente si trasferì a Roma per ricevere l'incarico di referendario delle due Segnature.
Il 16 ottobre 1574 ricevette l'incarico di collettore apostolico in Portogallo, dove donò una spada e un cappello benedetti dal pontefice al re Sebastiano, in segno di gratitudine per la vittoria dell'esercito portoghese contro i Mori. 
Il 9 aprile 1578 ottenne l'incarico di nunzio apostolico in Polonia.

### Ministero episcopale
Il 14 ottobre 1579 fu nominato vescovo di Bertinoro da papa Gregorio XIII.
Il 10 gennaio 1580, nella cattedrale di Varsavia, ricevette la consacrazione episcopale dalle mani del vescovo di Włocławek Stanisław Karnkowski. Nello stemma episcopale personale inserì uno scudo con due tori rampanti affrontati con un albero al centro.
Il 12 ottobre 1584 fu nominato nunzio apostolico in Graz, dove si occupò principalmente di fronteggiare la diffusione del luteranesimo.
Nel 1587 entrò a far parte della Segreteria di Stato della Santa Sede con la mansione di segretario e consigliere addetto alle questioni germaniche, al servizio di diversi pontefici: Sisto V, Urbano VII e Gregorio XIV, il quale lo scelse come suo segretario particolare.
Morì a Bertinoro il 19 gennaio 1613.

## Genealogia episcopale
La genealogia episcopale è:
- Arcivescovo Jakub Uchański
- Vescovo Stanisław Karnkowski
- Vescovo Giovanni Andrea Caligari

## Opere
- Giovanni Andrea Caligari, Cronaca di Brisighella e Val d'Amone dalla origine al 1504.
- Giovanni Andrea Caligari, Nuntiatur des Germanico Malaspina und des Giovanni Andrea Caligari, 1582-1587.